# HD 260655
HD 260655 — кратная звезда в созвездии Близнецов на расстоянии приблизительно 33 световых лет (около 10 парсек) от Солнца. Видимая звёздная величина звезды — +9,767m. Возраст звезды определён как около 5 млрд лет.
Вокруг звезды обращается, как минимум, две планеты.

## Характеристики
Первый компонент (WDS J06372+1733A) — красный карлик спектрального класса M0V, или K2. Масса — около 0,439 солнечной, радиус — около 0,439 солнечного, светимость — около 0,0363 солнечной. Эффективная температура — около 3504 K.
Второй компонент (UCAC3 216-64993) — оранжевая звезда спектрального класса K. Видимая звёздная величина звезды — +14,26m. Радиус — около 2,33 солнечного, светимость — около 2,595 солнечной. Эффективная температура — около 4797 K. Удалён на 46,6 угловой секунды.
Третий компонент (UCAC3 216-64978) — жёлтая звезда спектрального класса G. Видимая звёздная величина звезды — +15,09m. Радиус — около 2,42 солнечного, светимость — около 4,335 солнечной. Эффективная температура — около 5356 K. Удалён на 23,8 угловой секунды.
Четвёртый компонент (UCAC2 38047610) — оранжевая звезда спектрального класса K. Видимая звёздная величина звезды — +14,9m. Радиус — около 1,63 солнечного, светимость — около 0,941 солнечной. Эффективная температура — около 4457 K. Удалён на 21,6 угловой секунды.

## Планетная система
В 2022 году группой астрономов проекта TESS у звезды обнаружены планеты HD 260655 b и HD 260655 c.
В 2019 году учёными, анализирующими данные проектов HIPPARCOS и Gaia, у звезды обнаружена планета HIP 31635 d.